# Piz Vadret (Zernez)
Piz Vadret är en bergstopp i Schweiz.   Den ligger i regionen Engiadina Bassa/Val Müstair och kantonen Graubünden, i den östra delen av landet, 190 km öster om huvudstaden Bern. Toppen på Piz Vadret är 3 229 meter över havet, eller 662 meter över den omgivande terrängen. Bredden vid basen är 24,3 km.
Terrängen runt Piz Vadret är bergig åt sydost, men åt nordväst är den kuperad. Närmaste större samhälle är Davos, 16,1 km nordväst om Piz Vadret. 
Trakten runt Piz Vadret består i huvudsak av gräsmarker. Runt Piz Vadret är det mycket glesbefolkat, med 4 invånare per kvadratkilometer.